# Miss Independent (canção de Ne-Yo)
"Miss Independent" (em inglês:  "Moça Independente") é o segundo single do cantor estadunidense de R&B/pop Ne-Yo, em seu terceiro álbum de estúdio, Year of the Gentleman. 
O Single foi produzido pela Stargate.

## Videoclipe
O vídeo foi dirigido por Chris Robinson e foi gravado em 11 de agosto de 2008, em Santa Mônica, Califórnia. Participam da gravação Keri Hilson, Lauren London, Gabrielle Union e Trey Songz.

## Paradas
| Paradas                                    | Melhor posição |
| ------------------------------------------ | -------------- |
| Bulgária - Parada de Singles               | 17             |
| Canadá - Hot 100                           | 63             |
| Estados Unidos - Billboard Hot 100         | 7              |
| Estados Unidos - Billboard Rhythmic Top 40 | 5              |
| Estados Unidos - Billboard Pop 100         | 25             |
| Eurochart Hot 100 Singles                  | 33             |
| Japão - Hot 100                            | 6              |
| Irlanda - Parada de Singles                | 9              |
| Nova Zelândia - Parada de Singles RIANZ    | 4              |
| Reino Unido - UK Singles Chart             | 6              |
| Suécia - Parada de Singles                 | 56             |
| Turquia - Top 20                           | 10             |